# کوسکو شیپینگ
کوسکو شیپینگ (انگلیسی: COSCO Shipping) شرکت کشتیرانی چینی است، که در سال ۱۹۹۷ تأسیس شد.